# Crocidura sicula
Crocidura sicula es una especie de musaraña (mamífero placentario de la familia Soricidae).

## Distribución geográfica
Se encuentra en Italia.